# Раевская (станица)
Рае́вская — станица в составе Новороссийского района муниципального образования город Новороссийск Краснодарского края. Административный центр Раевского сельского округа.

## География
Станица расположена в 11 км северо-западнее центра Новороссийска и в 23 км восточнее Анапы, в междуречье рек Маскага и Цивкай.

## История
В 1839 году на реке Маскага было построено укрепление — форт Раевский. В создании укрепления принимал участие начальник Черноморской береговой линии, генерал-лейтенант Раевский Николай Николаевич (младший). Именно он предложил строительство линии защитных сооружений. Основана станица Раевская в 1862 году, когда около 40 семей из ст. Калниболотская были поселены в станице для заселения закубанских земель, отвоёванных у горцев. Названа в честь генерала Раевского.

## Население
| 1979 | 1996  | 2002  | 2005  | 2010    | 2021    |
| ---- | ----- | ----- | ----- | ------- | ------- |
| 5998 | ↗7217 | ↗8409 | ↗8700 | ↗10 020 | ↗15 902 |

В национальном составе преобладают русские 79 % на 2002

## Люди, связанные со станицей
- Головань, Василий Никонович — Герой Советского Союза, родился в Раевской.
- Шмачкова, Оксана Анатольевна — российская футболистка, защитник.
- Юрлова, Марина Максимилиановна — казачка, участница Первой мировой войны.
- Раевский, Николай Николаевич (1801) —  Генерал из дворянского рода. В честь него названа   Раевская.
- Котов, Иван Ильич-участник десанта Ольшанского, автоматчик роты автоматчиков 384-го отдельного батальона морской пехоты Одесской военно-морской базы Черноморского флота, матрос. Герой Советского Союза